# 平和の祈りをこめて
『平和の祈りをこめて』(英語: Live Peace in Toronto 1969)は、ジョン・レノンとオノ・ヨーコ率いるザ・プラスティック・オノ・バンドが1969年に発表したライブ・アルバムである。同年9月13日にカナダのトロントで開催された『トロント・ロックンロール・リバイバル』での演奏が収録されている。

## 解説
ザ・プラスティック・オノ・バンドのメンバーはレノン（ヴォーカル、ギター）、ヨーコ（ヴォーカル）、クラウス・フォアマン（ベース）、アラン・ホワイト（ドラム）、エリック・クラプトン（ギター）である。
収録曲8曲のうち、3曲がカバー、1曲がビートルズの楽曲である。「冷たい七面鳥」と「京子ちゃん心配しないで」は当日の演奏が初演の新曲で、数週間後にクラプトンらとスタジオでレコーディングされ、本作が発表される前の同年10月にシングルの両面に収録されて発表された。
ザ・プラスティック・オノ・バンドは急ごしらえの編成だったので、彼等はトロントに行く前にはリハーサル時間を全く取れず、飛行機の中で知っている曲を探して簡単な音合わせを行なってから本番に臨んだ。演奏曲の半分をカバー曲が占めるのはそのためである。ホワイトはレノンを名乗る人物に電話で「先日、君の演奏を見た。明日移動してカナダでライヴをやるんだけど、俺のバンドで叩かないか？」と言われ、誰かのいたずらだろうと思いながらも翌日ヒースロー空港のVIPラウンジに行くと、そこには本物がクラプトンと彼を待っていたという。機内でレノンとクラプトンがギターを弾き、彼はドラムのスティックで座席の背もたれを叩いてリハーサルをした。
イギリス、アメリカの初版LPには、1970年のカレンダーが添付されていた。
1995年にCD化。リミックスされ、ブックレットのカレンダーは1995年のものだった。

## 収録曲

### Side 1
1. ブルー・スウェード・シューズ - Blue Suede Shoes
2. マネー - Money (That's What I Want)
3. ディジー・ミス・リジー - Dizzy Miss Lizzy
4. ヤー・ブルース - Yer Blues
5. 冷たい七面鳥（コールド・ターキー） - Cold Turkey
6. 平和を我等に - Give Peace a Chance

### Side 2
1. 京子ちゃん心配しないで（ドント・ウォリー・キョーコ）（英語版） - Don't Worry Kyoko (Mummy's Only Looking for Her Hand in the Snow)
2. ジョン・ジョン（平和の願いを） - John, John (Let's Hope for Peace)

## ミュージシャン
- ジョン・レノン - ギター、ボーカル
- オノ・ヨーコ - ボーカル
- エリック・クラプトン - ギター
- クラウス・フォアマン - ベース
- アラン・ホワイト - ドラムス